# 中华曙猿
中华曙猿（學名：Eosimias sinensis），是中国古人類学家林一璞于1985年在江苏溧阳上黄水母山发现的一种古生物，属类人猿亚目曙猿科的曙猿属，据信生存於距今4500万年前，是始新世的中期。
其种加词“sinensis”意为“中华的”。

## 链接
- “中华曙猿”常州发现始末
- 人类及其近亲的共同祖先中华曙猿的发现（多图）